# Galáxia Anã de Sextans
A Galáxia Anã de Sextans é uma galáxia anã esferoidal descoberta em 1990 por Mike Irwin, M.T. Bridgeland, P.S. Bunclark e R.G. McMahon como a oitava galáxia satélite da Via Láctea, e é chamado assim dignamente, pois está localizada na constelação de Sextans. Também é uma galáxia elíptica, e mostra um redshift que está retrocedendo à Via Láctea com velocidade de 224 km/s.